# Joachim Geil
Joachim Geil (* 26. Dezember 1970 in Kandel) ist ein deutscher Schriftsteller und Lektor.

## Leben
Joachim Geil wuchs im südpfälzischen Bad Bergzabern auf. Er studierte Theater-, Film und Fernsehwissenschaft, Kunstgeschichte und Slawische Philologie an der Universität zu Köln. Dabei kuratierte Geil Ausstellungen aus dem Themenkreis Theater und bildende Kunst für die Theaterwissenschaftliche Sammlung Universität zu Köln, so über die Maler und Bühnenbildner Egon Wilden und Gustav Wunderwald sowie den Regisseur Gustav Rudolf Sellner. 1999 veröffentlichte er die Künstlermonografie Egon Wilden (1894–1931). Der Maler und die Bühne. Von 2000 bis 2004 arbeitete Geil am Leopold-Hoesch-Museum Düren, wo er zahlreiche Ausstellungen zeitgenössischer Kunst betreute, u. a. mit den Künstlern Reinhard Doubrawa, Jimmie Durham, Gregor Schneider und Ulrich Wagner. Es entstanden Essays und Reden über bildende Künstler. 2003 veröffentlichte er in dem Katalog Wasa Marjanov. Theaterkisten – Theater Boxes erste Kurzgeschichten, 2008 erschien im Kölner Salon Verlag das Buch Vom Schauen des Schauenden und von dem, was er sehen könnte. Vier Essays und eine Erzählung über Oliver Czarnetta.
Seinen viel beachteten Debütroman Heimaturlaub veröffentlichte Geil 2010 im Steidl Verlag Göttingen. Darin wird die Geschichte eines jungen Wehrmachtssoldaten erzählt, der im Kriegssommer 1944 für eine Woche in die idyllische Pfälzer Provinz kommt. Er wird von den Erlebnissen an der Ostfront heimgesucht, die sein Leben bereits zerstört haben, da die „Pflicht zur Schuld“ geworden ist.
2012 erschien ebenfalls im Steidl Verlag der Roman Tischlers Auftritt, die tragikomische Geschichte eines krebskranken Autors, der einen Auftritt in einer Kochsendung hat und dabei auf Episoden seines Lebens zurückblickt: Auszug aus provinzieller Enge in die Frankfurter Studentenbewegung der 1960er Jahre, Kritische Theorie, sexuelle Befreiung, Drogenkonsum und Radikalisierung. Diese Wegbeschreibung bis zu einem Attentat, das der Titelheld Jahre später als Verfasser kulinarischer Geschichtsbücher in der Kochsendung plant, spielt mit dem Klischee des kulinarisch versierten Linken und seinem „langen Marsch ins Kochstudio“. Beide Romane behandeln neben den historischen Themen, in die ihre Protagonisten eingebunden sind, Motive des scheinbar Idyllischen, der Schuld und des Scheiterns.
Joachim Geil lebt in Köln.

## Auszeichnungen/Stipendien
- 2011 Arbeitsstipendium der Kunststiftung NRW
- 2011 Georg-K.-Glaser-Preis (Förderpreis)
- 2013 Pfalzpreis für Literatur
- 2018 Dieter-Wellershoff-Stipendium

## Werke
- Egon Wilden. Der Maler und die Bühne. Köln: Teiresias 1999.
- 20 Kurzgeschichten, in: Wasa Marjanow: Theaterkisten – Theater Boxes. Burgdorf: Museum Franz Gertsch 2003.
- Faust I–III. Eine Moritat. In: cult:. Kulturzeitung der Bayerischen Theaterakademie. München 2006.
- Vom Schauen des Schauenden und von dem, was er sehen könnte. Vier Essays und eine Erzählung über Oliver Czarnetta. Köln: Salon 2009.
- Heimaturlaub. Roman, Göttingen: Steidl 2010.
- Tischlers Auftritt. Roman, Göttingen: Steidl 2012.
- Ruhe auf der Flucht. Roman, Göttingen, Steidl 2016.